# Garnotia panicoides
Garnotia panicoides là một loài thực vật có hoa trong họ Hòa thảo. Loài này được Trimen mô tả khoa học đầu tiên năm 1889.